# توم هال (موسيقي)
توم هال (بالإنجليزية: Tom Hall)‏ هو موسيقي وفنان أسترالي، ولد في 12 سبتمبر 1980 في أستراليا.

## وصلات خارجية
- الموقع الرسمي
- توم هال على موقع ميوزك برينز (الإنجليزية)
- توم هال على موقع ديسكوغز (الإنجليزية)